# Antonius Montfoort
Antonius Cornelis Montfoort (L'Aia, 26 settembre 1902 – Voorburg, 29 aprile 1974) è stato uno schermidore olandese, vincitore di una medaglia di bronzo ai campionati mondiali di scherma.